# Habří
Habří település Csehországban, a České Budějovice-i járásban. Habří Kvítkovice, Vrábče, Lipí, Dubné, Jankov és Křemže településekkel határos. Lakosainak száma 122 fő (2024. január 1.).

## Népesség
A település lakosságának változását az alábbi diagram mutatja:
| Lakosok száma | 301  | 280  | 261  | 178  | 109  | 99   | 93   | 98   | 110  | 122  |
|               | 1869 | 1900 | 1921 | 1961 | 1980 | 2011 | 2016 | 2019 | 2021 | 2024 |